# Karl Nicklas Gustavsson
Karl Nicklas Gustavsson, född den 20 april 1972, död den 4 mars 2021, var en svensk tonsättare, körledare och producent.
Gustavsson studerade musikteori/komposition privat för bland andra Maurice Karkoff, Johan Jeverud, Fredrik Glans och Armand Gutheim, musikvetenskap vid Stockholms universitet 1994–1996, därefter komposition på Guildhall School of Music and Drama, London, England 2001–2005 för professor Matthew King.
Verkförteckningen inkluderar symfonier, orkesterverk, kammarmusik, sånger, körverk och musikdramatik. 

## Verk och framföranden (i urval)
- Poem nr 1 för två pianon Hans-Erik Goksöyr och Bengt Forsberg, Allhelgonakyrkan, Stockholm. Konserten bandades och sändes i Sveriges Radio P2.
- Tre sånger ur Ormblomman Anita Soldh sopran, Hans-Erik Goksöyr piano - senare Lena Hoel sopran, Hans-Erik Goksöyr piano, Kungliga Operan, Stockholm.
- Tre förgängelse sånger Anita Soldh sopran, Hans-Erik Goksöyr piano - senare Lena Hoel sopran, Hans-Erik Goksöyr piano, Kungliga Operan, Stockholm.
- Sonat för sång & piano Op. 36 Lena Hoel sopran, Hans-Erik Goksöyr piano. Uruppfördes i vid konsert i Guldfoajen, Kungliga Operan, Stockholm.
- The Lost Item... Miniatyr opera i en akt. Uruppförd på City of London Festival, England.
- Fyra Långfredags Motetter The London Festival of Contemporary Church Music, St. Pancras Church, London, England - Dirigent Christopher Batchelor.
- The Witches (Häxorna) för kammarorkester, Pittville Pump Room, Cheltenham, England. The Orchestra of the Swan – Dirigent David Curtis.
- Fågelsånger för blåskvintett (Bird Songs) Framförda av bland andra Risa Wind Quintett, London, England, samt Gotlands Blåsarkvintett, Visby.
- In the shade of Ludwig Nybrokajen, Stockholm, Inese Klotina piano.

Karl Nicklas Gustavsson driver produktions/skivbolaget Iliad Kulturproduktion tillsammans med sin hustru, pianisten Inese Klotina.